# 富蘭克林 (喬治亞州)
富蘭克林（英語：Franklin）是一個位於美國喬治亞州赫德縣的城市。根據2010年美國人口普查，該地人口為993人，而該地的面積約為9.02平方千米。同時該地也是赫德縣的縣治。

## 地理
富蘭克林的座標為33°16′47″N 85°05′54″W / 33.27972°N 85.09833°W，而該地的平均海拔高度為202米（即663英尺）。